# 大内秀明
大内 秀明（おおうち ひであき、1932年10月 - 2024年1月9日）は、日本の経済学者・マルクス経済学研究者。東北大学名誉教授。

## 来歴
1932年、東京市（現・東京都）に生まれる。神奈川県立小田原高校、東京大学経済学部を卒業、東京大学大学院社会科学研究科博士課程を修了し、1963年に 『価値論の形成』で東京大学より経済学博士の学位を受ける。その後、東北大学教養部教授を務める。
1993年に東北大学を退官して名誉教授となる一方、東北科学技術短期大学学長に就任した。この年、社会党シャドーキャビネットで「経済企画庁長官」に任じられた。
1999年より、東北文化学園大学総合政策学部で教授を務める（2003年まで）。
2024年1月9日、入所していた仙台市内の介護老人保健施設で老衰のため死去した。91歳没。

## 著書
- 『価値論の形成』東京大学出版会、1964年
- 『景気と恐慌―経済危機の本質 -』紀伊国屋書店、1966年
- 『転機に立つ日本資本主義』現代評論社、1970年
- 『宇野経済学の基本問題』現代評論社、1971年
- 『多極化のなかの日本経済―戦後体制の崩壊と再編』河出書房新社、1972年
- 『日本資本主義の再編成―高度経済成長とその破綻』現代評論社、1974年
- 『宇野弘蔵―著作と思想』有斐閣、1979年
- 『「資本論」の常識―現代の生活を問い直す発想』講談社、1984年 ISBN 978-4061321205
- 『いま、税金を考える』三一書房、1988年 ISBN 978-4380880087
- 『連合新時代の構図』第一書林、1989年 ISBN 978-4886460455
- 『新しい現実と社会民主主義』第一書林、1990年 ISBN 978-4886460585
- 『ソフトノミックス』日本評論社、1990年 ISBN 978-4535578661
- 『世界と日本 新しい読み方』講談社、1991年 ISBN 978-4062053167
- 『もう一人のマルクス』日本評論社、1991年 ISBN 978-4535579774
- 『東アジア地域統合と日本経済―アジア単一通貨への道』日本経済評論社、1998年 ISBN 978-4818810327
- 『知識社会の経済学―ポスト資本主義社会の構造改革』日本評論社、1999年 ISBN 978-4535551640
- 『恐慌論の形成―ニューエコノミーと景気循環の衰減』日本評論社、2005年 ISBN 978-4535553552
- 『賢治とモリスの環境芸術―芸術をもてあの灰色の労働を燃せ』時潮社、2007年 ISBN 978-4788806214
- 『ウィリアム・モリスのマルクス主義　アーツ&クラフツ運動を支えた思想』平凡社、2012年
- 『甦るマルクス 「晩期マルクス」とコミュニタリアニズム、そして宮澤賢治』社会評論社〈だるま舎叢書〉、2022年

## 受賞・顕彰
- 瑞宝中綬章 - 2011年[2]
- 宮沢賢治奨励賞 - 2023年[3]